# Azygocypridina ohtai
Azygocypridina ohtai is een mosselkreeftjessoort uit de familie van de Cypridinidae. De wetenschappelijke naam van de soort is voor het eerst geldig gepubliceerd in 1981 door Hiruta.